# 阿富汗内战 (1992年—1996年)
阿富汗内戰是指蘇聯撤出阿富汗、納吉布拉政府垮台後，至北方聯盟退出喀布爾、塔利班上台前，在阿富汗發生的軍閥混戰。阿富汗内戰徹底摧毀了阿富汗的經濟與社會秩序。
1992年4月16日，納吉布拉宣佈辭職，阿富汗民主共和國完結。1992年4月25日，内戰爆發，50萬喀布爾居民逃離了這座飽受戰火的城市。1992年6月，布爾漢努丁·拉巴尼就任為臨時政府總統，年底成為正式總統。然而拉巴尼政府並不穩固，各派系的混戰持續。由總理古勒卜丁·希克马蒂亚尔領導的阿富汗伊斯蘭黨部隊與政府軍在喀布爾交火，造成萬多人傷亡。1993年3月，在多國斡旋下，各派簽訂了《伊斯蘭堡和平協定》，希克馬蒂亞爾趁機安排親信進入內閣，使與拉巴尼之間的關係惡化，原本支持拉巴尼的前阿富汗民主共和國烏茲別克族軍閥阿布都·拉希德·杜斯塔姆將軍轉為支持希克馬蒂亞爾，並與拉巴尼的政府軍開戰。到1994年年中，喀布爾原先的200萬人口已下降到50萬。不斷內戰使塔利班有機可乘，到1994年底，塔利班佔領了坎大哈，1995年佔領赫拉特，1996年9月上旬佔領賈拉拉巴德，至1996年9月27日喀布爾被塔利班攻陷，拉巴尼和馬蘇德將軍退到北部地區展開反抗活動。